# Qami Qami
Qami Qami (orm. Քամի Քամի; pol. wiatr, wiatr) – singel ormiańskiej piosenkarki Malény wydany 19 listopada 2021 roku. Piosenka zwyciężyła 19. Konkurs Piosenki Eurowizji Junior (2021), który odbył się w Paryżu. Maléna wygrała konkurs z łączną liczbą 224 punktów, 6 punktów przed zajmującą drugie miejsce Polską, zdobywając drugie zwycięstwo dla Armenii w konkursie.
Do piosenki został zrealizowany oficjalny teledysk, który został opublikowany premierowo 19 listopada 2021 na kanale „Junior Eurovision Song Contest” w serwisie YouTube.

## Lista utworów
| Digital download / media strumieniowe | Digital download / media strumieniowe | Digital download / media strumieniowe |
| Nr                                    | Tytuł utworu                          | Długość                               |
| ------------------------------------- | ------------------------------------- | ------------------------------------- |
| 1.                                    | „Qami Qami”                           | 2:53                                  |

## Pozycje na listach
| Notowanie (2021–22)                                | Najwyższa pozycja |
| -------------------------------------------------- | ----------------- |
| Armenia (Apple Music)                              | 1                 |
| Armenia (Apple Music: Pop Top 200)                 | 1                 |
| Armenia (iTunes)                                   | 1                 |
| Armenia (iTunes: Pop Top 200)                      | 1                 |
| Armenia (Shazam)                                   | 1                 |
| Austria (iTunes)                                   | 63                |
| Austria (iTunes: Pop Top 200)                      | 34                |
| Azerbejdżan (Apple Music: Pop Top 200)             | 128               |
| Belgia (iTunes: Pop Top 200)                       | 95                |
| Białoruś (iTunes: Pop Top 200)                     | 81                |
| Bułgaria (Apple Music: Pop Top 200)                | 149               |
| Hiszpania (iTunes: Pop Top 200)                    | 37                |
| Liban (Apple Music)                                | 89                |
| Liban (Apple Music: Pop Top 200)                   | 40                |
| Macedonia Północna (Apple Music)                   | 159               |
| Macedonia Północna (Apple Music: Pop Top 200)      | 63                |
| Łotwa (Deezer)                                     | 13                |
| Peru (iTunes)                                      | 11                |
| Peru (iTunes: Pop Top 200)                         | 5                 |
| Polska (Apple Music: Pop Top 200)                  | 89                |
| Polska (Deezer)                                    | 27                |
| Polska (iTunes)                                    | 26                |
| Polska (iTunes: Pop Top 200)                       | 11                |
| Polska (Shazam)                                    | 172               |
| Polska (Shazam Discovery)                          | 8                 |
| Polska (Spotify Viral)                             | 3                 |
| Portugalia (iTunes)                                | 14                |
| Portugalia (iTunes: Pop Top 200)                   | 9                 |
| Rosja (iTunes)                                     | 55                |
| Rosja (iTunes: Pop Top 200)                        | 33                |
| Turcja (iTunes: Pop Top 200)                       | 86                |
| Uzbekistan (Apple Music: Pop Top 200)              | 195               |
| Wietnam (iTunes)                                   | 72                |
| Wietnam (iTunes: Pop Top 200)                      | 48                |
| Zjednoczone Emiraty Arabskie (iTunes: Pop Top 200) | 4                 |
| Zjednoczone Emiraty Arabskie (iTunes)              | 9                 |